# Dripping Springs (Texas)
Dripping Springs is een plaats (city) in de Amerikaanse staat Texas, en valt bestuurlijk gezien onder Hays County.

## Demografie
Bij de volkstelling in 2000 werd het aantal inwoners vastgesteld op 1548.
In 2006 is het aantal inwoners door het United States Census Bureau geschat op 1677, een stijging van 129 (8,3%).

## Geografie
Volgens het United States Census Bureau beslaat de plaats een oppervlakte van
8,6 km², geheel bestaande uit land. Dripping Springs ligt op ongeveer 329 m boven zeeniveau.

## Plaatsen in de nabije omgeving
De onderstaande figuur toont nabijgelegen plaatsen in een straal van 24 km rond Dripping Springs.